# 클라시첸 데르비
클라시첸 데르비는 디나모 키이우와 샤흐타르 도네츠크간의 더비 매치이다. 1930년대부터 이어진 역사적인 더비 매치이다. 2014년에는 돈바스 전쟁으로 인하여 샤흐타르 도네츠크가 디나모 키이우의 홈구장인 NSC 올림피스키 스타디움로 경기장을 이전하였다.